# Bill Laurance

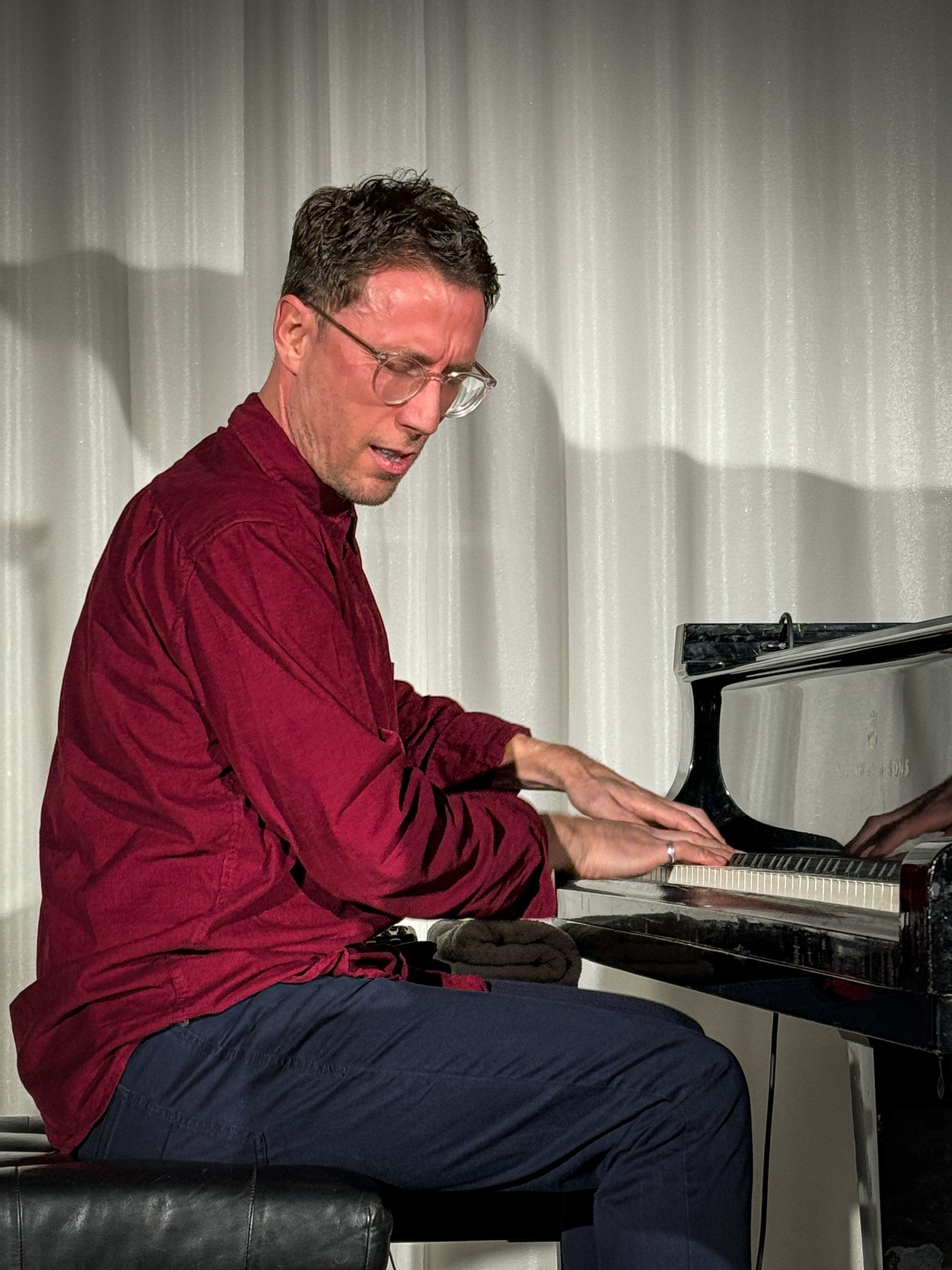
Bill Laurance (2023)

Bill Laurance (* 2. April 1981 in London) ist ein britischer Fusionmusiker (Piano, Komposition, Arrangement) und Musikproduzent, der genreübergreifende Jazz- und elektronische Musik macht und zunächst als Mitglied der Gruppe Snarky Puppy international bekannt wurde.

## Leben und Wirken
Laurance erhielt zunächst klassischen Klavierunterricht; seit seinem 14. Lebensjahr ist er als Musiker auf den Bühnen internationaler Festivals zu erleben. Nach seinem Studium an der University of Leeds arbeitete er mit dem Trip-Hop-Trio Morcheeba ebenso wie mit dem Saxophonisten Chris Potter und dem Gitarristen Lionel Loueke. Als Gründungsmitglied von Snarky Puppy war er auch an den Alben Family Dinner Vol. 1 (2013, mit dem prämierten Titel „Something“ mit Lalah Hathaway), Sylva (2015) und Culcha Vulcha (2016) beteiligt, die mit einem Grammy ausgezeichnet wurden.
2014 veröffentlichte Laurance sein Debüt-Soloalbum Flint auf GroundUp Music, dem in den folgenden Jahren die Alben Swift (2015), Aftersun (2016, mit Auftritten der Snarky-Puppy-Kollegen Michael League und Robert „Sput“ Searight, sowie Schlagzeuger Weedie Braimah aus New Orleans) sowie Live at the Union Chapel (2017) folgten. 2019 erschien ein Soloalbum Cables. Mit seiner Band tourte er mehrfach in Deutschland. Mit der WDR Big Band spielte er seine Werke 2018 mehrfach in einer Bigband-Version unter Leitung von Bob Mintzer; das resultierende Album Live at the Philharmonie Cologne war für die Zeitschrift Hifi Trends das Album der Woche; 2021 erhielt es einen Deutschen Jazzpreis als „Rundfunkproduktion des Jahres“. 2022 legte er das Soloalbum Affinity vor. 2023 veröffentlichte er mit Michael League das Duoalbum Where You Wish You Were, auf dem er sich alleine auf die akustische Klangwelt des Flügels konzentriert.
Weiterhin arbeitete er mit Miss Dynamite und YolanDa Brown. Auch hat er mit Tanzkompanien wie der von Alvin Ailey, Ballet Rambert und English National Ballet und Matthew Bourne sowie den in Leeds ansässigen Organisationen Phoenix Dance und Northern Ballet Theatre zusammengewirkt. Zudem leitete er das elektronische Duo The Fix und komponierte für den Film (Initials SG). 